# John Banzhaf
John Banzhaf, né le 2 juillet 1940 à New York, est un universitaire et juriste américain, professeur à l'École de droit de l'université George Washington.
Fondateur du groupe de défense Action on Smoking and Health (en), Banzhaf a participé à de nombreuses actions en justice, notamment contre l'industrie du tabac, mais également en faveur de diverses causes d'intérêt public, qu'il s'agisse de défendre le copyright dans le domaine informatique, de contester des hommes politiques mêlés à des affaires de corruption ou de lutter contre l'industrie de la restauration rapide.

## Biographie
John Banzhaf naît à New York en 1940. Fils d'un pompier et d'une institutrice, il grandit dans l'arrondissement du Bronx. Il étudie au Massachusetts Institute of Technology (MIT), puis intègre la Columbia Law School. Banzhaf devient avocat et se spécialise en droit des brevets.
Le jeune juriste se fait connaître en 1967. Il demande à WCBS-TV, qui diffuse des publicités pour l'industrie du tabac, de diffuser gratuitement des messages mettant en garde le public sur les dangers du tabagisme. La chaîne refuse, estimant que le sujet est déjà couvert dans ses programmes d'information et par les messages d'intérêt public de l'American Cancer Society. Banzhaf dépose une plainte auprès de la FCC pour non-respect du principe d'impartialité (Fairness doctrine). En juin 1967, la FCC estime qu'en vertu de ce principe, les chaînes diffusant des spots publicitaires pour les cigarettiers doivent consacrer une partie de leur temps d'antenne à des messages d'intérêt public,. La même année, John Banzhaf fonde le groupe de défense Action on Smoking and Health (en) (ASH),. L'avis de la FCC est confirmé en appel devant la Cour d'appel.
Avec ASH, il mène ensuite une campagne pour les droits des personnes non-fumeuses à être protégée de la fumée passive (dans les avions de ligne, au travail et dans les lieux publics en général).
John Banzhaf enseigne à la faculté de droit de l'université George Washington. Il est titularisé (tenured) en 1971.